# Bissago
Bissago è una località del comune di Lomazzo posta su di un pianalto a ovest del torrente Lura.

## La struttura della Cascina
La località di Bissago è collegata al centro di Lomazzo da una strada che ha origine nei pressi del municipio, scende lungo la valle del Raccanino, supera con un ponticello il torrente Lura e risale sul versante opposto proseguendo come strada campestre sino a Bissago. La Cascina, oltre che da Lomazzo è facilmente raggiungibile anche da Puginate e Bregnano. Nei pressi della Cascina due lunghi viali alberati di tigli, pioppi cipressini, platani e aceri concorrono a delimitare un grande rettangolo di 60 000 m² di terreno agricolo che, nonostante la forma allungata, è comunemente detto il quadrato. Il complesso di edifici della Cascina comprende tre differenti corti, all'interno delle quali sono riconoscibili gli alloggi per le famiglie dei braccianti, le stalle, i fienili e la villa padronale.

## La storia

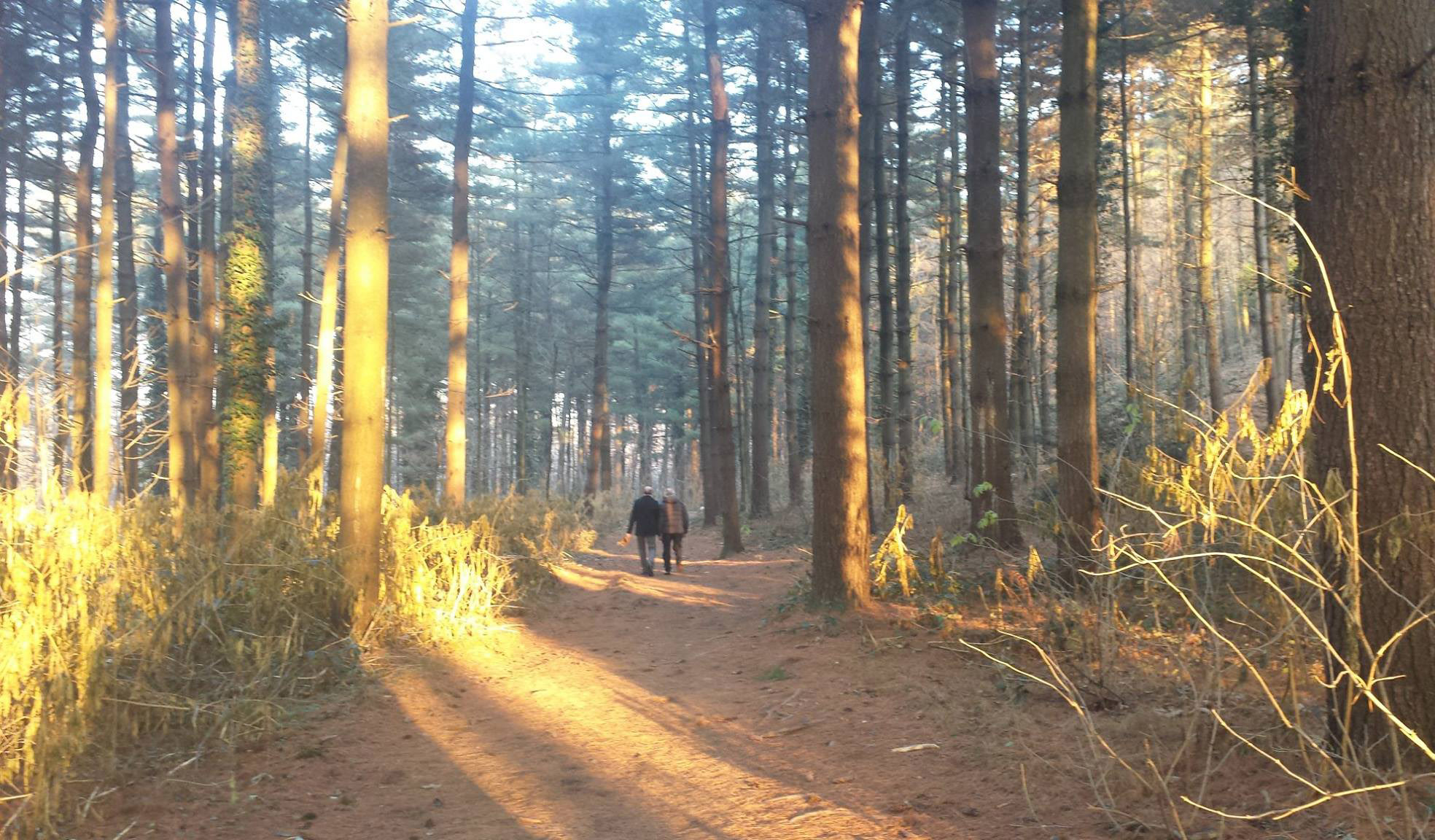
Pineta di Bissago

La Cascina è di antica origine e risale con tutta probabilità al Basso Medioevo. Per ritrovare le prime tracce documentarie bisogna attendere il 1652 quando un documento conservato presso l'Archivio di Stato di Milano attesta la presenza di "tre fuochi" cioè tre famiglie. La terra e la cascina appartenevano al monastero delle monache di S. Marco di Como.
Le monache di S. Marco di Como conservarono la proprietà della Cascina Bissago sino al 1797, quando lo stato napoleonico della Repubblica Cisalpina impose anche in Italia i provvedimenti antireligiosi della Rivoluzione Francese, sciolse gli ordini religiosi e soppresse i monasteri, incamerando allo stato tutti i loro possedimenti.
I beni sottratti ai monasteri furono messi all'asta e la proprietà di Bissago fu acquisita dalla famiglia Rospini di Como.
Sino al periodo napoleonico, la piccola comunità di Bissago godeva di autonomia amministrativa e costituiva un piccolo Comune a sé, amministrato a turno da uno dei capifamiglia residenti come mezzadri nella cascina. Successivamente fu aggregata al Comune di Lomazzo, essendo già parte della parrocchia di S. Siro.
Durante l'epoca austro-ungarica vennero impiantate nel comasco alcune pinete, tra cui il grande bosco di pini che ancora oggi sorge alle spalle della cascina Bissago.
I Rospini furono proprietari del fondo fino al 1929, quando la proprietà venne venduta all'ing. Tosi e infine all'ing. Francesco Iachello.

## Il Novecento e il rilancio con Francesco Iachello
Francesco Iachello, imprenditore e Commissario prefettizio del Comune di Lomazzo durante il periodo del fascismo, fu una figura di grande importanza nella ristrutturazione e riattivazione dell'azienda agricola operante presso la Cascina Bissago. Spinto da un forte spirito innovatore trasformò l'antica cascina in una moderna azienda cerealicola e zootecnica. L'azienda di Bissago fu una delle prime in Italia a praticare stabilmente l'inseminazione artificiale per la riproduzione dei bovini.
L'ing. Iachello diede alla cascina il nome di Cascina Le Tre Grazie, richiamo ideale alla simbiosi con la natura, simboleggiato dal mito classico delle Tre Grazie, e per rendere omaggio alle tre figlie a cui la proprietà della cascina fu in seguito lasciata in eredità.

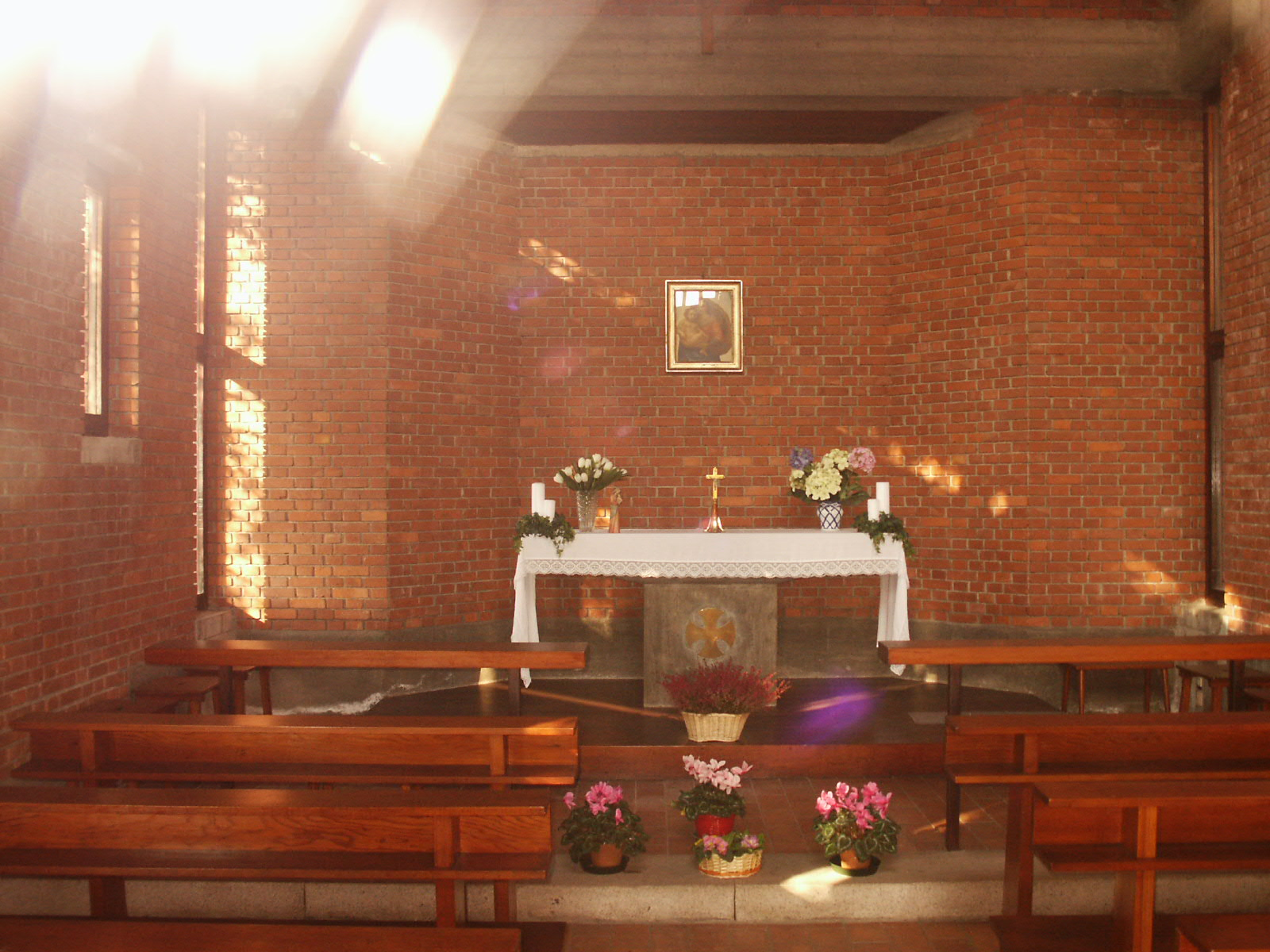
Lomazzo, Cascina Bissago, Chiesa della Madonna delle Grazie

In assonanza con il nome della cascina, quando nel 1962 venne edificata la chiesina privata all'ingresso della proprietà, questa fu intitolata alla Beata Vergine delle Grazie. Per numerosi anni vi fu celebrata la Messa regolarmente ogni domenica, officiata dai sacerdoti della parrocchia di San Siro, con il concorso di fedeli provenienti da Lomazzo che amavano raggiungere in particolare alla domenica questa località immersa nel verde. All'interno della chiesa, lungo una delle pareti laterali, attualmente trova collocazione la tomba dell'ing. Iachello, che volle essere sepolto presso il territorio di Bissago.
Attualmente la zona di Bissago è frequentata ogni giorno da numerosi podisti e ciclisti che percorrono le strade e i sentieri del Parco del Lura. A nord di Bissago, nella parte retrostante la cascina, attraversando la bellissima pineta, alcuni sentieri conducono al "ponte degli Alpini", mentre a est è possibile raggiungere la Cascina Menegardo e proseguire verso il Roccolo di Cermenate.

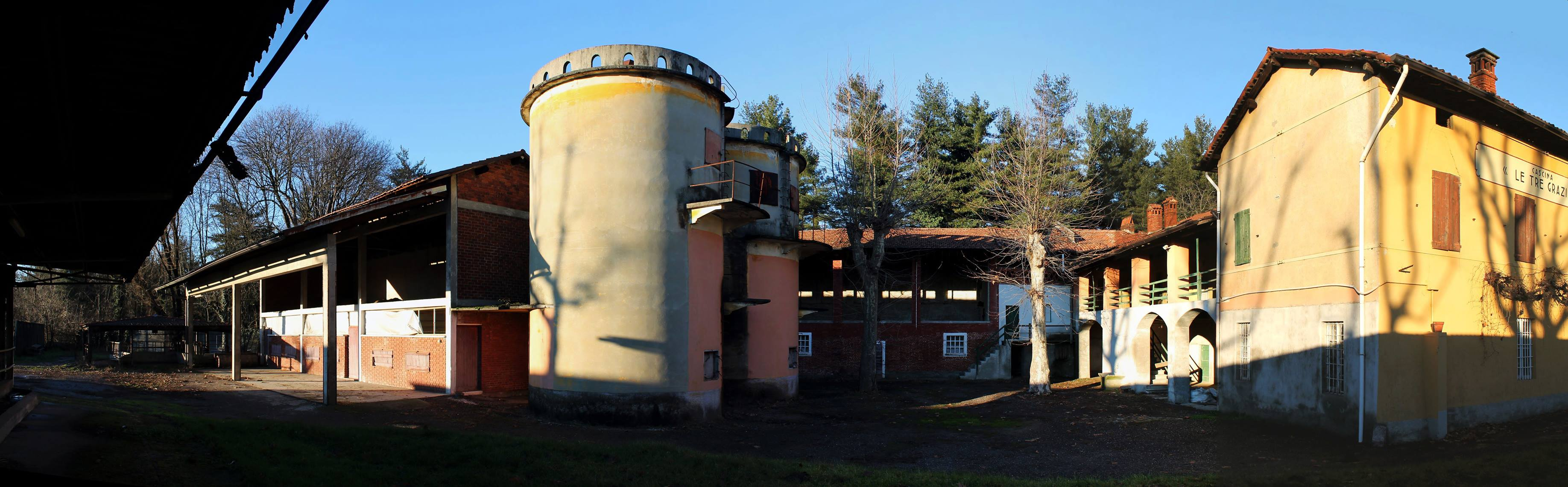
Cascina Bissago, Lomazzo - Il secondo cortile - vista d'insieme con i sili delle granaglie
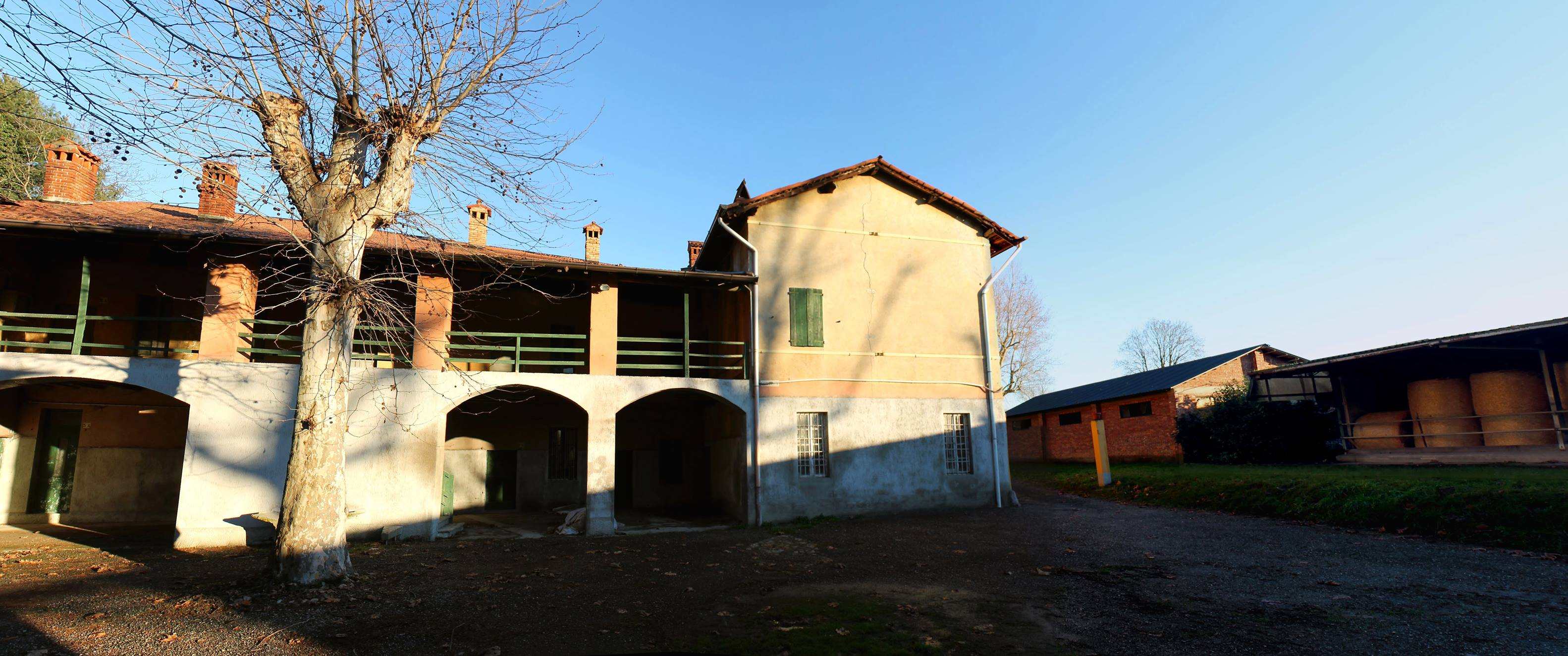
Cascina Bissago, Lomazzo - Il secondo cortile
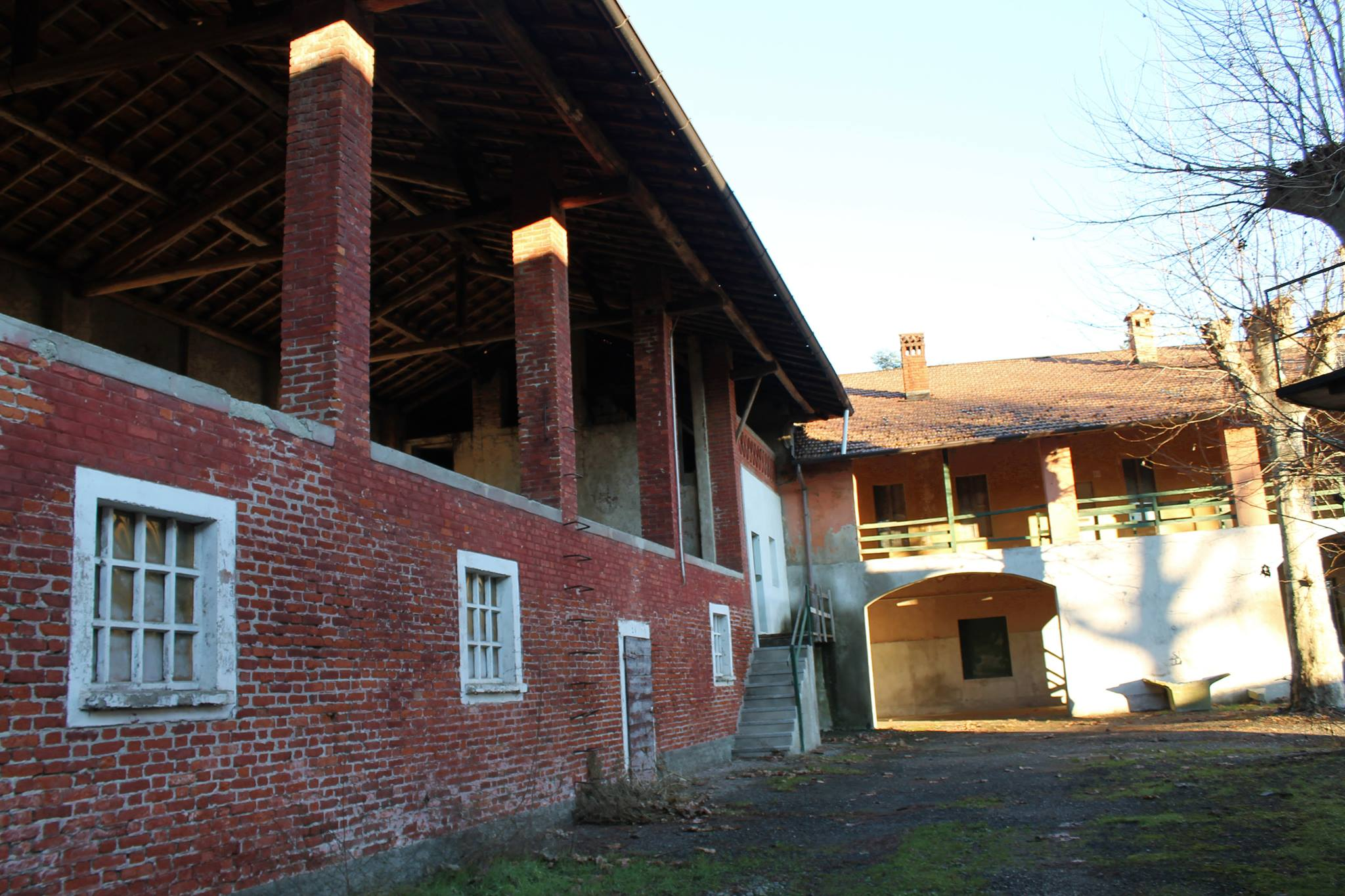
Cascina Bissago, Lomazzo - Le vecchie stalle